# 红军城 (萨拉托夫州)
51°01′23″N 45°42′11″E / 51.0231°N 45.7031°E
紅軍城（俄语：Красноарме́йск）是俄羅斯薩拉托夫州南部的一個城市。2002年人口25,411人。
1764至1766年由日耳曼人開埠，時稱Baltser （Бальцер），又稱Goly Karamysh（Голый Карамыш）。1918年設市。1942年改稱現名。